# Gairloch Museum
Gairloch Museum (skotsk gælisk: Taigh-tasgaidh Gheàrrloch) er et uafhængigt museum i Wester Ross-regionen af Scotland. Museet ligger i Highland-landsbyen Gairloch i Achtercairn. I 2019 flyttede museet ind i en bygning fra den kolde krig, der var blevet ombygget til museet. Det følgende år vandt museet fem priser ved ArtFund Museum of the Year Award.

## Udstillinger
- Poolewe-skatten - et depotfund fra bronzealderen fundet i landsbyen Poolewe
- Den oprindelige Hyperradiant Fresnellinse fra det nærliggende Rua Reidh Lighthouse[1]
- En replika af et crofthouse
- En piktisk sten - den første og blot én af ganske få, der er fundet på vestkysten af Skotland